# ヒトラー暗殺計画
ヒトラー暗殺計画（ヒトラーあんさつけいかく）は、アドルフ・ヒトラーの政権獲得後、単独犯と組織的なものを合わせて、少なくとも42回企てられた。

## 諸計画
ナチス政権下のドイツのような警察国家の体制下では、民衆レベルの組織的反政府運動は極めて困難であった。秘密警察ゲシュタポが国民を厳しく監視し、反政府運動を容赦無く暴力的に弾圧した。その状況下で武器も持たない一般人が、強力な兵器で武装した親衛隊や国防軍に抵抗することなど不可能であった。
第二次世界大戦勃発後は暗殺防止のため、ヒトラーのパレードは減り、一般人の前に姿を現す回数も減り、さらに戦局が悪化し総統大本営に引きこもることが多くなると、一般の個人による暗殺はほぼ不可能となり、実行可能なのは現役の軍人、しかもヒトラーに直接近づける立場にある少数の者に限られていった。また、フォックスレイ作戦など連合国軍による暗殺計画も企てられたが、全て実行に移されなかったか失敗している。

### 計画者並びに実行者不明による暗殺未遂
1932年1月、ベルリンにあるカイザーホーフホテルのレストランで、ヒトラー達が昼食を摂ったものの、1時間後体調に異変が生じた。その中でもヒトラーの副官ヴィルヘルム・ブリュックナーが一時重症になり命を危ぶまれたが、ヒトラーは少食で菜食主義であったため、軽症ですんだ。計画者も実行者も特定できず、事件は闇に葬られた。

### 個人による暗殺未遂事件
- 1938年11月9日、スイスの神学生モーリス・バヴォー(de:Maurice Bavaud)による暗殺未遂

ヒトラーの別荘があるベルヒテスガーデンで現地の警察から、毎年11月8日から9日にミュンヘンでミュンヘン一揆の記念式典があり、その時ならヒトラーと会える機会があると聞き、ミュンヘン市内の将軍廟の前でミュンヘン一揆記念パレードが行われた際、ヒトラーを拳銃で射殺しようと試みたが、パレード見物の大勢の群集に阻まれて狙いが定められず失敗。1週間後に国境に向かう途中の列車内で無賃乗車で逮捕される。持ち物に拳銃が見つかり、バヴォーは射撃が趣味だと言い張るが、弾薬とミュンヘンとベルヒテスガーデンの地図が見つかり、1939年2月にヒトラー暗殺未遂で逮捕された。1938年12月18日、バヴォーは民族裁判所で死刑を宣告され、1941年5月14日、ベルリンのプレッツェンゼー刑務所でギロチンによって処刑された。

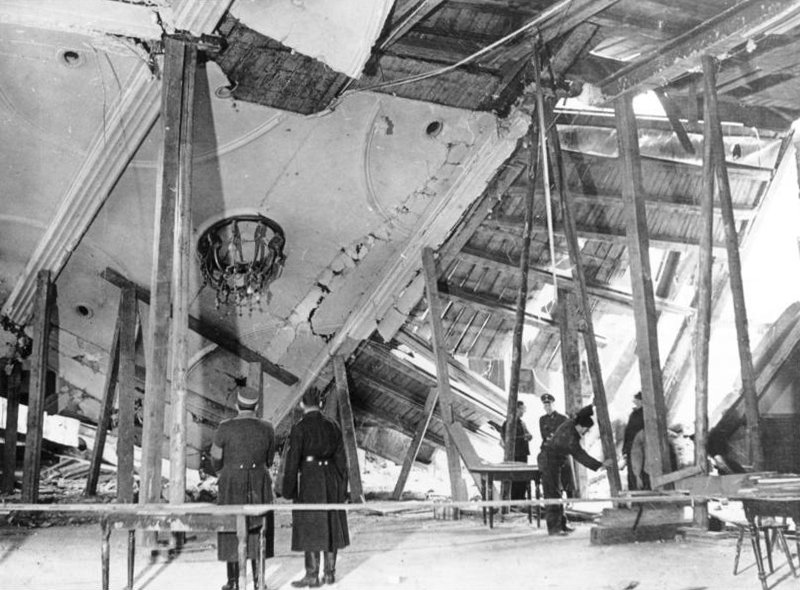
事件後のビュルガーブロイケラー

- 1939年11月8日、当時36歳の家具職人ゲオルク・エルザーによる暗殺未遂。

ヒトラーは1923年11月8日のミュンヘン一揆を回顧するため、毎年その日にビアホール「ビュルガーブロイケラー」で約1時間半ほど演説するのが恒例だった。機械工作の才能が有ったエルザーは、時計仕掛けの時限装置付き爆弾を製作し、約35日間かけてホール内のコンクリート柱をくりぬいて穴を開け、その中に演説時間内に爆発するようセットした爆弾を仕掛け、演説中のヒトラーを爆殺しようとした。11月8日、ヒトラーはビュルガーブロイケラーに到着。8時10分頃から演説を開始したが、その日は演説を短縮し、予定を早めて9時7分頃にはビアホールから出た。その13分後の9時20分に爆弾が爆発し、3人が即死、67人が負傷し、その内5人が死亡。負傷者の中にはヒトラーの恋人エーファ・ブラウンの父フリッツもいた。折りしも第二次世界大戦勃発から2ヶ月、ヒトラーは情勢の検討と西方攻撃作戦の準備のため、至急ベルリンへ戻る予定だった。11月8日夜は悪天候のため飛行機ではなく、時間のかかる列車でミュンヘンからベルリンへ移動するため、例年より早めに演説を終了し会場から退席する事となり、結果的に爆発に巻き込まれなかった。エルザーは11月8日夜、スイスへの国境侵犯の疑いで逮捕された。当初は爆破事件の容疑者とは見なされていなかったが、現場の写真や爆弾の設計図を所持していたため、やがて爆破事件の容疑者として追及される。共犯者や背後関係が疑われ、ナチスによる自作自演説も流れたが、結局は単独犯行と断定されている。彼はザクセンハウゼン、次いでダッハウの強制収容所に収監され、大戦末期の1945年4月9日に処刑された。この事件以後、爆発物の管理が厳重になった。

### ズデーテン危機における陸軍のクーデター計画
1938年5月、ドイツのチェコスロバキア攻撃計画が漏洩し、ヒトラーはズデーテン地方の割譲を要求した。情勢は緊迫し、チェコ、フランス、イギリスは動員を発令、ドイツでは陸軍参謀総長ルートヴィヒ・ベック陸軍上級大将が、ヒトラーの政策に反対して辞任。ヨーロッパに戦争勃発の危機が迫る。
このような情勢下、反ヒトラーのクーデター・暗殺が計画された。元陸軍参謀総長ベック上級大将、その後任の陸軍参謀総長フランツ・ハルダー上級大将、国防軍情報部長ヴィルヘルム・カナリス海軍大将、同情報次長ハンス・オスター陸軍大佐、ベルリン地区防衛司令官エルヴィン・フォン・ヴィッツレーベン陸軍大将、装甲部隊司令官エーリヒ・ヘプナー陸軍中将、ベルリン警視総監ヴォルフ＝ハインリヒ・フォン・ヘルドルフ警察大将、刑事警察本部長アルトゥール・ネーベ警察中将、元参事官のハンス・ベルント・ギゼヴィウス(de:Hans Bernd Gisevius)、国立銀行総裁ヒャルマル・シャハト、高等裁判所裁判官ハンス・フォン・ドホナーニ、外務省官房長エーリヒ・コルト(de:Erich Kordt)、元ライプツィヒ市長カール・ゲルデラー、精神科医カール・ボンヘッファーら多数の軍人、政治家、官僚、知識人、文化人らが関与していた。彼らのグループは、後にゲシュタポによって「黒いオーケストラ」の名で呼ばれるようになる。
彼らは当初、ベルリンの総統官邸に乗り込んでヒトラーの退陣を迫り、それを拒否すればヒトラーの逮捕、そして裁判又は精神鑑定にかけるような計画も立てており、場合によっては暗殺も辞さないことになっていた。
しかし、ヒトラーはイタリアの独裁者ムッソリーニの調停により、ミュンヘン会談でイギリス・フランス両国が譲歩。ズデーテン地方のドイツへの割譲を認めて戦争が回避され、クーデターは実行には至らなかった。こうしてヒトラーは政権獲得後、最も危険な暗殺の危機を免れた。

### イギリス大使館による暗殺
イギリス大使館付きの軍人、ノエル・メイスン=マクファーレン(en:Noel Mason-MacFarlane)による提案。1939年4月20日にはヒトラーの誕生日パレードがあり、マクファーレンの自宅からヒトラーが誕生日パレードを観覧する現場まではわずか100 mほどの距離だった。この程度の距離なら狙撃銃で射殺できるとして、マクファーレンは本国イギリスに射殺許可を願い出たが、却下された。却下された理由はマクファーレン死去後の17年後に公開されたが、スポーツマンらしくないという理由だった。

### ヴァルキューレ作戦
大戦勃発後、ドイツは占領地から数百万人の捕虜や奴隷的労働者をドイツ国内へ連れて来たが、カナリス国防軍情報部長がヒトラーに「彼らが叛乱を起こした際の対策を取る必要が有る」と進言。ヒトラーはそれに同意し、国内予備軍司令官フリードリヒ・フロム上級大将に対策案作成を命令した。フロムは部下の同軍参謀長フリードリヒ・オルブリヒト大将にそれを一任し、オルブリヒトは1942年10月13日、反乱鎮圧計画とその隠語名「ヴァルキューレ」を立案した。
国内で反乱が発生した際、国防軍・武装親衛隊を含め、全ての武装集団をベルリン・ベンドラー街の国内予備軍指揮下に置き、戒厳令を布告し政府の全官庁、党機関、交通・通信手段、放送局、軍法会議の設置まで全てを掌握する、という計画であった。発動権限は国内予備軍参謀長にあり、同軍参謀長オルブリヒト大将ら陰謀派は、ヒトラー暗殺後「ヴァルキューレ」を発動、それをクーデターに利用して国内を一気に掌握する計画を立てた。

### 閃光作戦
1943年2月、スターリングラード攻防戦の敗北後、ドイツ軍は赤軍の攻勢に備えるための作戦（第三次ハリコフ攻防戦）を立案した。この作戦に関連してヒトラーは2月17日にザポロージェに置かれた南方軍集団司令部を飛行機で訪問した。これを好機と見た中央軍集団参謀長のヘニング・フォン・トレスコウ少将は、ヒトラー副官の友人ルドルフ・シュムントを通じて、スモレンスクの中央軍集団司令部にもヒトラーが訪れるよう工作した。
当時の中央軍集団司令官は、以前から「黒いオーケストラ」グループに参加を求められていたギュンター・フォン・クルーゲ元帥だった。彼は東部戦線における武装親衛隊の蛮行に憤慨し、暗殺を決意したとされる。「閃光」とは、トレスコウが立てた、ヒトラー暗殺計画の隠語名である。彼は以前から情報担当参謀ルドルフ＝クリストフ・フォン・ゲルスドルフ大佐に爆弾を用意させ、司令部周辺の森林で爆破テストを繰り返していた。
当初、司令部内で会食中に反ヒトラー派の6人の将校がヒトラーを暗殺し、1個中隊が武装親衛隊を制圧する予定だったが、クルーゲが関係のない軍人を射殺する可能性を嫌がったこと、ヒムラーがいないため、万が一ヒトラーの射殺に成功したとしても、国防軍と武装親衛隊の内乱につながるとして反対したので断念。そこで、総統大本営に戻るヒトラーを、その搭乗機ごと爆殺する計画に切り替えた。この計画ならば、ヒトラーの死亡は飛行機事故によるもので、国防軍と武装親衛隊の内乱には突入しないだろうという目算だった。また、国内予備軍参謀長オルブリヒト大将と連絡を取り、「ヴァルキューレ」作戦の発動を依頼した。
3月13日、ヒトラーは搭乗機Fw200コンドルで中央軍集団司令部に到着した。ヒトラーには総統副官のハインツ・ブラント中佐が同行していた。一同が会食中、トレスコウはブラントに、「賭け事に負けた」という名目でコアントローの小包を、参謀本部編成課長のヘルムート・シュティーフ大佐に届けるよう依頼した。しかし、この包みは酒瓶に見せかけた爆弾であった。
同日午後1時過ぎ、ヒトラーは総統大本営に向けて飛び立った。爆発を確信したトレスコウは、国内予備軍司令部のオルブリヒト大将に連絡し、彼は「ヴァルキューレ」発動準備を下令した。しかし、ヒトラー機が途中、乱気流を避けるため急上昇した際、ロシア上空の寒気で時限装置が故障したため起爆せず、ヒトラーは無事に総統大本営に到着した。計画の失敗を知り、トレスコウはオルブリヒトに、「ヴァルキューレ」発動は演習だった事にして計画を中止させた。次に総統大本営のブラントに連絡し「間違えて別の酒を包んだので、その小包はシュティーフ大佐には渡さないように」と依頼。翌日、副官のファビアン・フォン・シュラーブレンドルフ中尉によって爆弾は回収され、計画は発覚しなかった。
トレスコウらは引き続き、3月21日に予定された、ヒトラーのベルリン兵器保存館視察を狙い、ゲルスドルフ大佐を案内役に推薦し、彼に暗殺計画を託した。彼は時限信管付き爆弾で、ヒトラーを道づれに爆死する決意をしたが、当日は視察をごく短時間で終わらせたため、ゲルスドルフはヒトラーに接近する機会が無くなり、暗殺は失敗した。

### 新装備展示会での暗殺計画
1943年12月16日、新しい軍服や装備品の展示会があり、軍服のモデルを務めるアクセル・フォン・デム・ブッシェ大尉(en:Axel von dem Bussche)が手りゅう弾を服に隠し持ち、ヒトラーと自分もろとも爆殺する予定だったが、当日ブッシェが着用する予定だった軍服が連合軍の空襲によって焼失し、展示会は無期延期となった。ブッシェはその後、最前線への勤務となり、片足を失うなどの重傷を負ったものの、暗殺計画に加わっていたことは露見せず、粛清を生き延びた。

### ブッシュ元帥副官による暗殺未遂
1944年3月11日、エーベルハルト・フォン・ブライテンブーフ大尉(en: Eberhard von Breitenbuch)が、ヒトラーの射殺を引き受ける。彼は1943年夏からクーデター計画について知らされており、計画に賛同していた。彼はエルンスト・ブッシュ元帥の副官で、一方のブッシュは熱烈なヒトラー支持者だった。そのため、副官であるブライテンブーフが作戦会議中に拳銃を携帯していても、怪しまれる可能性が低く、射撃に長けていたブライテンブーフであれば、暗殺に成功するとみられていた。作戦会議に参加する際には、自分の銃はクロークに預ける必要があったが、小型拳銃をズボンのポケットに隠しており、暗殺を決行しようとした。しかし、作戦会議の出席者はブッシュ一人だけとされ、ブライテンブーフは入室が許されず、暗殺の機会を逃した。会議終了後に、トレスコウからブライテンブーフの暗殺計画が漏れていたことを告げる。ただし、ブライテンブーフに対する容疑が固まっていなかったため、逮捕されることなく見逃されていた。

### シュペーアによる暗殺計画
1945年3月頃、軍需相のアルベルト・シュペーアは、ヒトラーのネロ指令に反逆し、ヒトラー暗殺を思い立つ。シュペーアが考えていた暗殺方法は、総統地下壕の換気装置が、手の届く高さにあることに着目し、換気装置に毒ガスを注入するというものだった。しかし、ある日換気装置が手の届かない高い場所に移され、警備が厳重になっており、暗殺を断念した。シュペーアが暗殺をしようとしたことについては、シュペーアの回想録程度しか情報が無いため、信憑性には疑義が残る。

## 7月20日事件
1944年6月に連合国軍がノルマンディー上陸作戦を成功させ、加えて東部戦線における赤軍の大攻勢により挟み撃ちとなったドイツの敗勢は明らかとなり、黒いオーケストラはヒトラーの排除計画を急ぐようになった。この頃になると、新たに国内予備軍一般軍務局局長フリードリヒ・オルブリヒト大将、陸軍通信部隊司令官エーリッヒ・フェルギーベル大将、ベルリン防衛軍司令官パウル・フォン・ハーゼ中将、参謀本部編成部長ヘルムート・シュティーフ少将、国内予備軍参謀長クラウス・フォン・シュタウフェンベルク参謀大佐など多くの将校がグループに加わっていた。
7月20日に東プロイセンの総統大本営ヴォルフスシャンツェ会議室において、シュタウフェンベルクが爆弾を忍ばせた鞄を机の下に置き、爆発させた。室内の数名が死亡したものの、ヒトラーは軽傷を負ったのみで助かった。
ベルリンの国内予備軍司令部において、オルブリヒトらは「ヴァルキューレ」作戦を発動させ、ヒトラーの死亡と国防軍首脳部の人事刷新、戒厳令を発表し、各地の軍部隊にはSS、ゲシュタポの逮捕を指令した。
ベルリン中心部は首都警備大隊により占拠され、パリやウィーンにおいてSS将校が逮捕されたが、ヴォルフスシャンツェと軍部隊との連絡が回復されたこと、首都警備大隊長のオットー・エルンスト・レーマー少佐がヒトラーの生存を確認して鎮圧側に回ったことなどによりクーデターは失敗した。
黒いオーケストラの構成員の中で、シュタウフェンベルクらはクーデター決行の当日夜に処刑され、トレスコウなど何人かの将校は自殺した。その他のメンバーはそのほとんどが逮捕され、裁判にかけられ処刑された。事件に関係した反ナチス将校の処刑はドイツの敗北の直前まで続いた。

## 映画
- ゲオルク・エルザーによる爆破事件を描いたもの
  - 『ヒットラーを狙え!－独裁者 運命の7分間』、クラウス・マリア・ブランダウアー監督、1989年
  - 『ヒトラー暗殺、13分の誤算』、オリヴァー・ヒルシュビーゲル監督、2015年
- 反ナチのカナリス海軍大将を描いたもの
  - 『誰が祖国を売ったか!』（DVD邦題：誰が祖国を売ったか?、原題：Canaris）、アルフレート・ヴァイデマン監督、1955年
- 1944年7月20日のヒトラー暗殺未遂事件を描いたもの
  - 『ヒトラー暗殺』（原題：Es geschah am 20.Juli）、ゲオルク・ヴィルヘルム・パープスト監督、1955年
  - 『暗殺計画7・20』（DVD邦題：総統爆破計画、原題：Der 20.Juli）、ファルク・ハルナック監督、1955年
  - 『殺しのプロット/独裁者を消せ!』（原題：The Plot to Kill Hitler）、1990年、TVムービー
  - 『オペレーション・ワルキューレ』、ヨ・バイアー監督、2004年
  - 『ワルキューレ』、ブライアン・シンガー監督、2008年